# 青少年保護育成条例
青少年保護育成条例（せいしょうねんほごいくせいじょうれい）は、日本の地方公共団体の条例の一つで、青少年保護育成とその環境整備を目的に地方自治体で公布した条例の統一名称である。青少年保護条例や、青少年健全育成条例と言うこともある。

## 内容
内容はそれぞれの条例で多少異なるが、おおむね共通する規定は次のとおり。
- 対象は18歳未満（17歳以下）の者（未就学幼児を除外するなど、下限を設けているところがある）
- 有害図書の指定（有害図書の項を参照）
- 書店等での、有害図書の区分陳列の義務化（有害図書の項を参照）
- 有害玩具の指定（有害玩具の項を参照）
- 有害図書や有害玩具等の自動販売機での規制
- 理由のない青少年単独の夜間外出禁止、映画館、ボウリング場、カラオケ、ゲームセンター、インターネットカフェ、まんが喫茶等に、青少年が深夜の出入りすることを禁止（門限の項を参照）
- 古物や古本を、青少年から古物商が買い取る場合には、保護者の同意が必要（ただし、成年の場合でも古物営業法に基づき最低限の本人確認を要する）
- 青少年に対する、着用済下着の買受・売却受託・売却あっせんを禁止（青少年の性別は問わない。ブルセラの項を参照）
- 青少年に対する、淫行・わいせつ行為の禁止（淫行条例の項を参照）
- 青少年に対する、テレフォンクラブの禁止（テレフォンクラブの項を参照）
- 青少年を特殊接客営業の従事に勧誘することを禁止（JKビジネスの項を参照）
- インターネットカフェでの、インターネット上の有害情報のフィルタリングソフトの活用[1]によるフィルタリング
- 青少年に対する、当該青少年の児童ポルノの要求禁止（児童ポルノ#児童ポルノ要求の規制の項を参照）

## 制定している地方自治体
2016年をもって、全ての都道府県において条例が制定されているが、1983年に埼玉県で制定されてから2016年まで長野県が唯一、県単位での条例が存在しない地域となっていた。このため、長野市・佐久市・東御市・塩尻市などが市町村単位で条例の制定を行っていた。ただし、青少年のテレクラ利用規制という観点から限定した条例については、2016年以前の長野県でも「年少者に対しテレホンクラブ等営業の利用を誘発する行為の規制に関する条例」が1999年3月に制定されている。
長野県以外の市町村でも都道府県とは別に条例を定めている場合がある（例、羽生市・加須市・八潮市・高槻市・福山市など）。
- 大阪府の青少年健全育成条例では、2006年（平成18年）2月1日施行の改正条例により、第24条第1項に「夜間立入制限施設」の規定があり、16歳未満の者が午後7時から翌日の午前5時まで、当該施設に（映画館も）立ち入りすることを禁止しており、違反者には30万円以下の罰金が科される[3]。24時間営業（例えばコンビニエンスストアやレストラン）事業者は、上記の時間帯に施設・敷地内にいる18歳未満の青少年に、自宅への帰宅を促す努力義務規定が、第24条第3項にある[3]。第36条には、何人も保護者の承諾を得ず、夜間に青少年を連れ出し・同伴・とどめることを禁止しており、違反者には30万円以下の罰金が科される。
- 東京都が2005年（平成17年）に青少年保護育成条例に、インターネット対策として事業者・保護者らにフィルタリングソフトの利用を求める規定などを追加した[4][5][6][7]。
- 長崎県の青少年保護育成条例では、1978年（昭和53年）の改正時に、青少年に対するコンドームを含めた避妊具の販売禁止条項があったが[8]、2011年（平成23年）6月1日に撤廃された[9]。

## 都道府県の条例
| 都道府県 | 条例名                                         | 制定年月日                  | 青少年の定義                                |
| -------- | ---------------------------------------------- | --------------------------- | ------------------------------------------- |
| 北海道   | 北海道青少年健全育成条例                       | 1955年4月2日                | 18歳未満の者                                |
| 青森県   | 青森県青少年健全育成条例                       | 1979年12月24日              | 18歳未満の者                                |
| 岩手県   | 青少年のための環境浄化に関する条例             | 1979年12月21日              | 6歳以上18歳未満の者                         |
| 宮城県   | 青少年健全育成条例                             | 1960年3月31日               | 6歳以上18歳未満の者                         |
| 秋田県   | 秋田県青少年の健全育成と環境浄化に関する条例   | 1978年10月5日               | 6歳以上18歳未満の者                         |
| 山形県   | 山形県青少年健全育成条例(平成21年4月題名改正)  | 1979年3月26日               | 18歳未満の者                                |
| 福島県   | 福島県青少年健全育成条例                       | 1978年3月30日               | 18歳未満の者                                |
| 茨城県   | 茨城県青少年の健全育成等に関する条例           | 1962年10月6日               | 18歳に達するまでの者                        |
| 栃木県   | 栃木県青少年健全育成条例                       | 1976年7月6日                | 6歳以上18歳未満の者                         |
| 群馬県   | 群馬県青少年健全育成条例                       | 1961年4月1日                | 18歳未満の者                                |
| 埼玉県   | 埼玉県青少年健全育成条例                       | 1983年11月1日               | 18歳未満の者                                |
| 千葉県   | 千葉県青少年健全育成条例                       | 1964年11月1日               | 小学校就学の始期から 18歳に達するまでの者   |
| 東京都   | 東京都青少年の健全な育成に関する条例           | 1964年8月1日                | 18歳未満の者                                |
| 神奈川県 | 神奈川県青少年保護育成条例                     | 1955年1月4日                | 満18歳に達するまでの者                      |
| 富山県   | 富山県青少年健全育成条例                       | 1977年3月25日               | 6歳以上18歳未満の者                         |
| 石川県   | いしかわ子ども総合条例                         | 1959年,1978年10月11日       | 18歳未満の者                                |
| 福井県   | 福井県青少年愛護条例                           | 1964年4月1日                | 小学校就学の始期から 18歳に達するまでの者   |
| 新潟県   | 新潟県青少年健全育成条例                       | 1977年3月31日               | 18歳に達するまでの者                        |
| 山梨県   | 青少年保護育成のための環境浄化に関する条例     | 1964年4月2日                | 満18歳に満たないもの                        |
| 長野県   | 長野県子どもを性被害から守るための条例         | 2016年7月1日                | 18歳未満の者                                |
| 岐阜県   | 岐阜県青少年健全育成条例                       | 1960年11月10日              | 6歳以上18歳未満の者                         |
| 静岡県   | 静岡県青少年のための良好な環境整備に関する条例 | 1961年10月4日               | 満18歳に達するまでの者                      |
| 愛知県   | 愛知県青少年保護育成条例                       | 1961年3月28日               | 6歳以上18歳未満の者                         |
| 三重県   | 三重県青少年健全育成条例                       | 1971年12月24日              | 6歳以上18歳未満の者                         |
| 滋賀県   | 滋賀県青少年の健全育成に関する条例             | 1977年12月23日              | 6歳以上18歳未満の者                         |
| 京都府   | 青少年の健全な育成に関する条例                 | 1981年1月9日                | 18歳未満の者                                |
| 大阪府   | 大阪府青少年健全育成条例                       | 1956年,1984年3月28日        | 18歳未満の者                                |
| 兵庫県   | 青少年愛護条例                                 | 1958年,1963年3月31日        | 6歳以上18歳未満の者                         |
| 奈良県   | 奈良県青少年の健全育成に関する条例             | 1976年12月22日              | 6歳以上18歳未満の者                         |
| 和歌山県 | 和歌山県青少年健全育成条例                     | 1951年,1978年10月19日       | 18歳に達するまでの者                        |
| 鳥取県   | 鳥取県青少年健全育成条例                       | 1980年12月25日              | 18歳未満の者                                |
| 島根県   | 島根県青少年の健全な育成に関する条例           | 1965年3月26日               | 18歳未満の者                                |
| 岡山県   | 岡山県青少年健全育成条例                       | 1950年,1967年,1977年6月16日 | 満18歳に満たない者                          |
| 広島県   | 広島県青少年健全育成条例                       | 1979年3月13日               | 18歳未満の者                                |
| 山口県   | 山口県青少年健全育成条例                       | 1957年12月13日              | 小学校就学の始期から 18歳に達するまでの者   |
| 徳島県   | 徳島県青少年健全育成条例                       | 1965年7月19日               | 18歳に満たない者                            |
| 香川県   | 香川県青少年保護育成条例                       | 1952年8月10日               | 18歳未満の者                                |
| 愛媛県   | 愛媛県青少年保護条例                           | 1967年10月6日               | 6歳以上18歳未満の者                         |
| 高知県   | 高知県青少年保護育成条例                       | 1958年,1977年12月22日       | 6歳以上18歳未満の者                         |
| 福岡県   | 福岡県青少年健全育成条例                       | 1956年,1995年12月25日       | 18歳未満の者                                |
| 佐賀県   | 佐賀県青少年健全育成条例                       | 1977年7月29日               | 6歳以上18歳未満の者                         |
| 長崎県   | 長崎県少年保護育成条例                         | 1957年,1978年4月1日         | 18歳未満の者                                |
| 熊本県   | 熊本県少年保護育成条例                         | 1971年6月8日                | 小学校就学の始期から 満18歳に達するまでの者 |
| 大分県   | 青少年の健全な育成に関する条例                 | 1966年4月15日,1977年        | 18歳未満の者                                |
| 宮崎県   | 宮崎県における青少年の健全な育成に関する条例   | 1977年7月28日               | 18歳未満の者                                |
| 鹿児島県 | 鹿児島県青少年保護育成条例                     | 1961年12月22日              | 6歳から18歳に達するまでの者                 |
| 沖縄県   | 沖縄県青少年保護育成条例                       | 1972年5月15日               | 満18歳に達するまでの者                      |

## 青少年の深夜外出規制に関する規定
青少年の深夜外出規制に関する規定は、詳細の差異こそあれ条文に盛り込まれており、基本的には以下のような内容になっている。
- 保護者は特別な事情がある場合を除き青少年を深夜に外出させてはならない
- 保護者の指示や同意・その他正当な理由が無い場合、青少年を深夜に連れ出したり同伴させたり留め置いてはならない（罰則規定付き）

ただし「深夜」に関する定義は、都道府県で大きく異なっている。東京都や福岡県など、殆どの自治体では労働基準法第6章の規定なども考慮し、23時から翌日4時までとしているが、広島県では23時から翌朝6時までと、この時間帯を長めに取っている県もある。沖縄県では22時から翌日4時までと、逆に夜の規制始めを早めている。
特に厳しく規制しているのは大阪府で、16歳未満については規制始めを更に早くし、20時からとしている。更に19時以降に終演する場合は、保護者同伴でなければ入場できない。このため大阪市に本拠地を置くアイドルグループ・NMB48は、該当するメンバーを劇場公演に出す場合、開始時刻を夕方にして20時までに帰路につけるようにする『薄暮公演』を行うことが多くなっている。

## 国家総動員法との類似性
- 児童文学作家・山中恒が2010年（平成22年）における東京都青少年の健全な育成に関する条例改正の際、「赤本は夜店などで売られ俗悪な漫画が多かったから、日本の青少年を健全に育成するためだといってみな規制に賛成した。しかし本当の狙いは、当時最大の大衆出版社で、『少年倶楽部』などの版元でもあった講談社ではなかったか。」と指摘。
- 上記記事を掲載した朝日新聞も国家総動員法との類似性を指摘[11]。（1937年（昭和12年）に開戦した日中戦争が長期化の様相を見せ始めていた1938年（昭和13年）の5月、国家総動員法が施行されていた。その直前の2月、内務省は当時「赤本」と呼ばれていた安価な漫画本の編集者を集め、今後は漫画も検閲を受けるよう指示していたという。）

## 関連書籍
- 奥平康弘『条例研究叢書 7 青少年保護条例・公安条例』学陽書房、1981年。ISBN 9784313220072。
- 清水英夫、秋吉健次『青少年条例―自由と規制の争点』三省堂、1992年。ISBN 9784385313344。